# Peppe Carta
Giuseppe Carta, anche Peppe e Beppe (Bosa, 3 dicembre 1912 – Roma, luglio 1997), è stato un contrabbassista e direttore d'orchestra italiano. La sua carriera pluridecennale, che si articolò dagli anni trenta agli anni ottanta, lo rese uno dei protagonisti del jazz italiano fra il primo e il secondo dopoguerra.

## Biografia
Giuseppe Carta nacque a Bosa, in Sardegna, il 3 dicembre del 1912. Il padre Attilio, al tempo ispettore delle imposte, aveva la passione per la musica e un secondo lavoro come flautista nell'orchestra sinfonica di Cagliari. Tra i suoi fratelli anche Piero. Il primogenito Mario, classe 1906, anch'egli futuro musicista, e Peppe incominciano lo studio della musica al conservatorio di Cagliari, dove nel frattempo si sono trasferiti. Nel 1926 la famiglia lascia la Sardegna per il continente e si trasferisce a Roma. Mentre Mario conclude gli studi di pianoforte al conservatorio di Santa Cecilia Peppe frequenta la Filarmonica, una scuola di musica in cui studia violino con il maestro Zuccarini. Fu nell'estate del 1928 che ascoltando un'orchestra che suonava Jazz a Villa Borghese, i due fratelli cominciano a interessarsi a questo genere musicale tanto che Peppe convince il padre ad acquistargli un contrabbasso. In seguito perfezionerà lo studio del nuovo strumento al conservatorio di Santa Cecilia.
Nel 1932 i fratelli Carta sono ingaggiati dall'orchestra del club Casanova, diretta da Bios Vercelloni, che lavora anche fuori Roma per cui nel mese di settembre, a Venezia, i due, si esibiscono nello scenario della Mostra Internazionale del Cinema. Nel 1934, Peppe, inizia il servizio militare. Nel 1935, ancora sotto le armi è trasferito in Etiopia dove rimarrà fino al 1937. Al suo rientro a Roma è tra i musicisti più ricercati, riprende a suonare all'Apollo e in altri locali romani insieme con alcune delle orchestre più accreditate del periodo, come quelle di Gorni Kramer, Enzo Ceragioli o Piero Morgan. Alla fine del 1939 fino ai primi mesi del 1940, insieme al fratello, fa parte di un complesso sinfonico con elementi provenienti dall'Orchestra del Teatro alla Scala di Milano che partecipò all'Esposizione Universale di New York. L'esperienza è particolarmente proficua perché lo fa entrare in contatto con i più grandi jazzisti di quel periodo: da Louis Armstrong a Benny Goodman, da Billie Holiday a Frank Sinatra. Nel 1940, allo scoppio della guerra, il padiglione Italia viene chiuso ma il ritorni in italia è problematico. Causa gli opposti fronti in cui si trovavano le due nazioni, solo dopo numerose e pittoresche vicissitudini, passato un anno, potrà rientrare in patria.

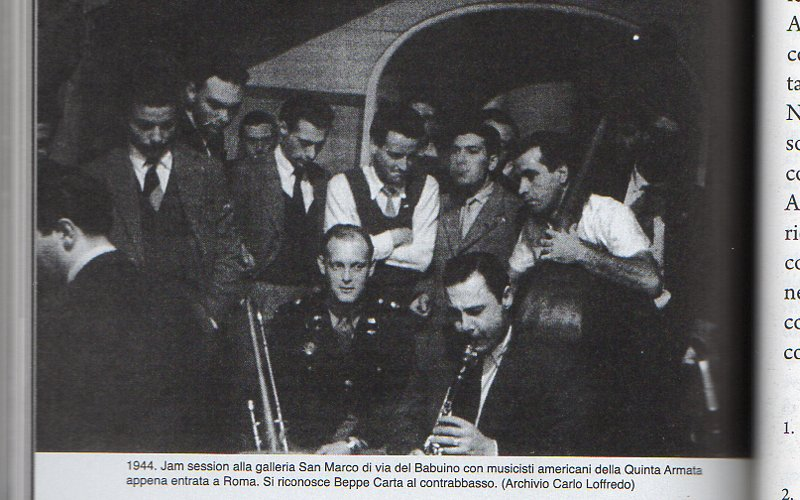
Foto storica dell'archivio Carlo Loffredo tratta da Loi.

Tornato a Roma è attivo sempre in ambito jazzistico ed entra a far parte del quintetto jazz di Armando Trovajoli, un gruppo swing composto anche da Luciano Cecconi, Mario Ammonini, Aurelio De Carolis e Libero Tosoni, con cui prende parte alle trasmissioni radiofoniche intitolate Il Club del Ritmo. Nel 1945 suona al teatro Arlecchino con un trio formato da Bruno Martino e Libero Tosoni, ai quali si aggiunge in seguito Tino Fornai al violino. L'8 dicembre dello stesso anno al Teatro Quattro Fontane partecipa ad una serata intitolata "Festival del Jazz" presentata da Walter Chiari che ottenne un successo strepitoso. Nel 1947 suona al Bel Sito, sempre di Roma, con Armando Trovajoli. Prende parte all'attività jazzistica locale suonando in molte jam session romane, soprattutto all'Arlecchino e alla Conchiglia. Partecipa anche al varietà teatrale È arrivato un bastimento... con il Club del Ritmo di Armando Trovajoli e Anna Maria Dionisi.
All'inizio degli anni cinquanta si trasferisce in Colombia a Bogotà, dove crea l'orchestra Carta Musical. Ne fanno parte interpreti di musica jazz e leggera del momento, tra cui il maestro Roberto Pregadio, il violinista Tino Fornai e il sassofonista Baldo Maestri, con cui in seguito, rientrato in Italia alla fine degli anni cinquanta, suonerà anche nell'orchestra di musica leggera della Rai. Il 22 aprile del 1955, ai Nottambuli, vicino a via Veneto, uno dei primi locali dove a Roma era possibile ascoltare del jazz, partecipa insieme al chitarrista Sergio Coppotelli a un concerto in cui i vari gruppi diedero vita a una serie di jam session, secondo il metodo introdotto da Norman Granz. Nel 1958 suona insieme con Baldo Maestri al clarinetto, Roberto Pregadio al pianoforte, Franco Chiari al vibrafono e Roberto Podio alla batteria, riproponendo con notevole perizia il repertorio di Lionel Hampton. Lo stesso anno suona anche in altri complessi, tra cui un quintetto con Armando Trovajoli. Collabora anche all'esecuzione di colonne sonore per film. Sempre negli anni sessanta e fino alla fine degli anni settanta, oltre che dell'orchestra della Rai, fa parte dell'Unione musicisti di Roma.
Peppe Carta muore a Roma nel luglio 1997.

## Discografia

### 33 giri
Come direttore d'orchestra
- 1969 — Ora Beat! (Metropole Records, SM 7011. Con Stefano Torossi).

- Musica per tutte le età (Metropole Records, SM 7010. Con Stefano Torossi).

- 1970 — Fantasia musicale (Metropole Records, musica di Stefano Torossi).
- 1971 — Motivi graditi (Lupus records, LUS 201. Con Luigi Zito e Domenico Dell'Aera).

- Ventaglio musicale (Lupus records, LUS 202).

- 1972 — Immagini (Lupus Records, LUS 218. Musiche e arrangiamenti di Duilio Radici).

Come contrabbassista
- 1958 — Tempo Jazz (RCA Italiana, RAL 2. Con Piero Umiliani).
- 1960 — Piano + Organo + Spinetta = Roberto Pregadio (Wild Cat, MW-110).
- 1962 — Smog (RCA Victor, PML 10320, con Piero Umiliani).
- 1963 — Quarant'anni di jazz in Italia (Ricordi, MRJ 8007/8. Di Adriano Mazzoletti, con Piero Umiliani e la sua orchestra).
- 1966/1968 — Franco Chiari e il suo quartetto, (Radio Records, 104, EPA 30-284).

- Franco Chiari e il suo quartetto, (Radio Records, 114) Audio.
- Flash su Franco Chiari e il suo quartetto, (Radio Records, 118) Audio.

- 1967 — Ballate con noi n.2 (Leonardi Records, Trio di Roberto Pregadio).

- Italian Jazz dai film Urlatori alla sbarra e A cavallo della tigre (Label-Cetra-6, MLC5553-4, con Piero Umiliani).
- Jazz at Meridiana (Cooper Records – CP. 219, Quintetto Di Angelo Baroncini).
- Roberto Pregadio alle tastiere (Pinciana Records Label, PM007, Trio di Roberto Pregadio).

- 1969 — Melodie e Ritmi – Jazz Commento (Meridiana Records, SMR 501, Roberto Pregadio e il suo gruppo).

- La legge dei gangsters (Easy Tempo, ET 914 DLP. Musiche di Piero Umiliani).

- 1974 — Roberto Pregadio Italian Library (Pinciana Label, PM007. Trio di Roberto Pregadio).

### 45 giri
- 1958 — I soliti ignoti (RCA Italiana, EPA 30-284. Con Piero Umiliani). Audio.

### CD
- 2002 — Dick Smart 2.007, Hexacord, HCD-13, dal film di Mario Nascimbene del 1967.
- 2013 — Coffret 3CDs «Jazz on Film... Chet Baker Italian Movies», MOOCHIN03, dal film Smog di Franco Rossi.

## Filmografia
- 1949 — Riso Amaro, regia di Giuseppe de Santis.
- 1958 — I soliti ignoti, regia di Mario Monicelli.[16]
- 1960 — Urlatori alla sbarra, regia di Lucio Fulci.
- 1961 — A cavallo della tigre, regia di Luigi Comencini.
- 1962 — Smog, regia di Franco Rossi.[17]
- 1967 — Dick Smart 2.007, regia di Franco Prosperi.
- 1964 — Intrigo a Los Angeles, regia di Romano Ferrara.[18]
- 1969 — La legge dei gangsters, regia di Siro Marcellini.

## Programmi radiofonici Rai
- 1949 — Carosello di Canzoni Americane.[19]
- 1958 — Programmissimo, con Lelio Luttazzi e Armando Trovajoli.[20]
- 1960 — Plenilunio, ottetto del maestro Armando Fragna.[21]
- 1963 — Botta e Risposta, Rino Loddo canta Amor, mon amour, my love con il Trio Pregadio. Audio.
- 1967 — Recital del soprano Adriana Martino: Canti del delta padano per soprano e quattro strumenti.[22]
- 1968 — Jazz concerto, Orchestra di ritmi moderni della Rai.[23]
- 1968/1979 — La corrida con Trio di Roberto Pregadio.
- 1973 — Musicisti italiani d'oggi, diretto da Raffaele Gervasio su Radio3.[24]
- 1974 — Canti di casa nostra, filodiffusione.[25]

## Programmi televisivi Rai
- 1962 — Galleria del Jazz, col violinista Stéphane Grappelli e il complesso di Roberto Pregadio.[26]